# Ahmed Vefik Paša
Ahmed Vefik Paša (3. července 1823 Istanbul – 2. dubna 1891 Istanbul) byl osmanský státník, diplomat, náboženský učenec, herec a tlumočník v období Tanzimatu. V roce 1877 mu také byly svěřeny nejdůležitější státní povinnosti. Dvakrát sloužil i jako velkovezír. Vefik nechal zřídil první národní divadlo a zasadil se o zřízení divadla v západním stylu v Burse, kde se hrály např. i Moliérovy hry. Jeho portrét můžeme dodnes nalézt na tureckých poštovních známkách.

## Životopis
Ahmed se narodil do rodiny řeckého původu, jeho předkové dříve konvertovali k islámu, jako mnoho Řeků z Kréty a jižní Makedonie, dnešního Řecka. V roce 1831 započal své vzdělání v Istanbulu a později se svou rodinou odešel do Francie, kde dokončil své studium na Saint Louis College.
Ahmed se stal ministrem školství a dvakrát i velkovezírem. V Burse vybudoval divadlo v době, kdy byl městským guvernérem. V roce 1860 se stal osmanským velvyslancem ve Francii. Napsal první turecký slovník a je považován za prvního panturkistu.